# جيري ماي
جيري ماي (بالإنجليزية: Jerry May)‏ هو لاعب كرة قاعدة أمريكي، ولد في 14 ديسمبر 1943 في ستونتون في الولايات المتحدة، وتوفي في 30 يونيو 1996 في Swoope, Virginia ‏ في الولايات المتحدة.

## وصلات خارجية
- جيري ماي على موقعبيزبول رفرنس.كوم (الدوري الرئيسي) (الإنجليزية)
- جيري ماي على موقعبيزبول رفرنس.كوم (الدوري الثانوي) (الإنجليزية)